# Columbus (Nueva York)
Columbus es un pueblo ubicado en el condado de Chenango en el estado estadounidense de Nueva York. En el año 2000 tenía una población de 931 habitantes y una densidad poblacional de 9.6 personas por km².

## Geografía
Columbus se encuentra ubicado en las coordenadas 42°41′45″N 75°21′38″O / 42.69583, -75.36056.

## Demografía
Según la Oficina del Censo en 2000 los ingresos medios por hogar en la localidad eran de $27,452, y los ingresos medios por familia eran $31,118. Los hombres tenían unos ingresos medios de $23,654 frente a los $20,952 para las mujeres. La renta per cápita para la localidad era de $13,731. Alrededor del 21.3% de la población estaban por debajo del umbral de pobreza.